# Domina (BDSM)

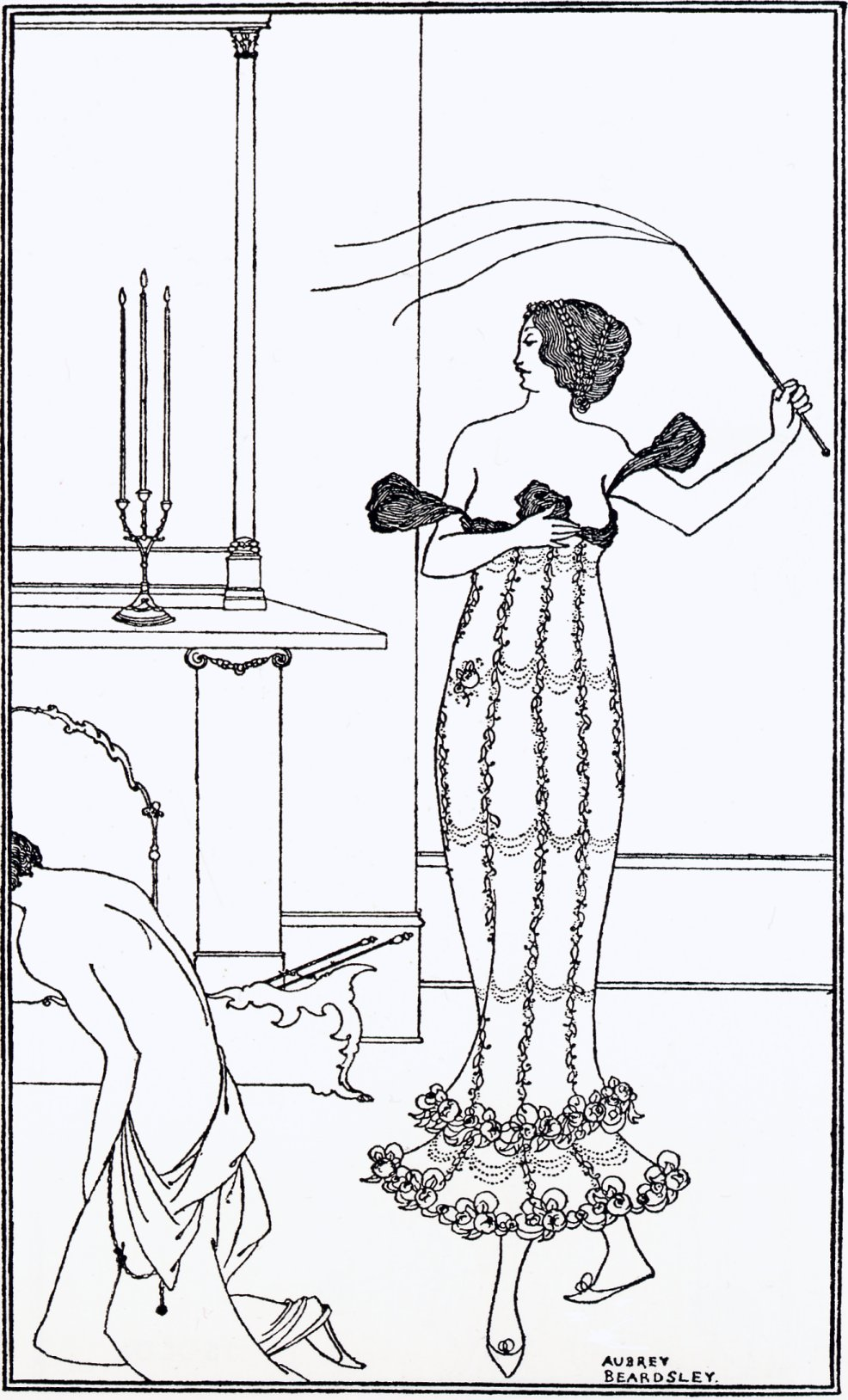
Beardsley: Club der Flagellanten in London, 1895

Als Domina wird eine Frau bezeichnet, die gegen Entgelt BDSM-Praktiken anbietet. Laut Prostitutionsgesetz gilt die Tätigkeit von Dominas als Sexarbeit, weil sie zwar in der Regel keinen Geschlechtsverkehr mit ihren Kunden praktizieren, aber eine sexuelle Dienstleistung anbieten.
Der Begriff Domina (lateinisch für „Herrin des Hauses“, von lateinisch Domus ‚Haus‘) war ursprünglich die römische Bezeichnung für eine Hausherrin bzw. die Vorsteherin eines Stiftes oder Klosters. Eine bekannte Domina war im 19. Jahrhundert die Britin Theresa Berkley, Betreiberin eines Bordells in Soho.

## Begriffliche Abgrenzung

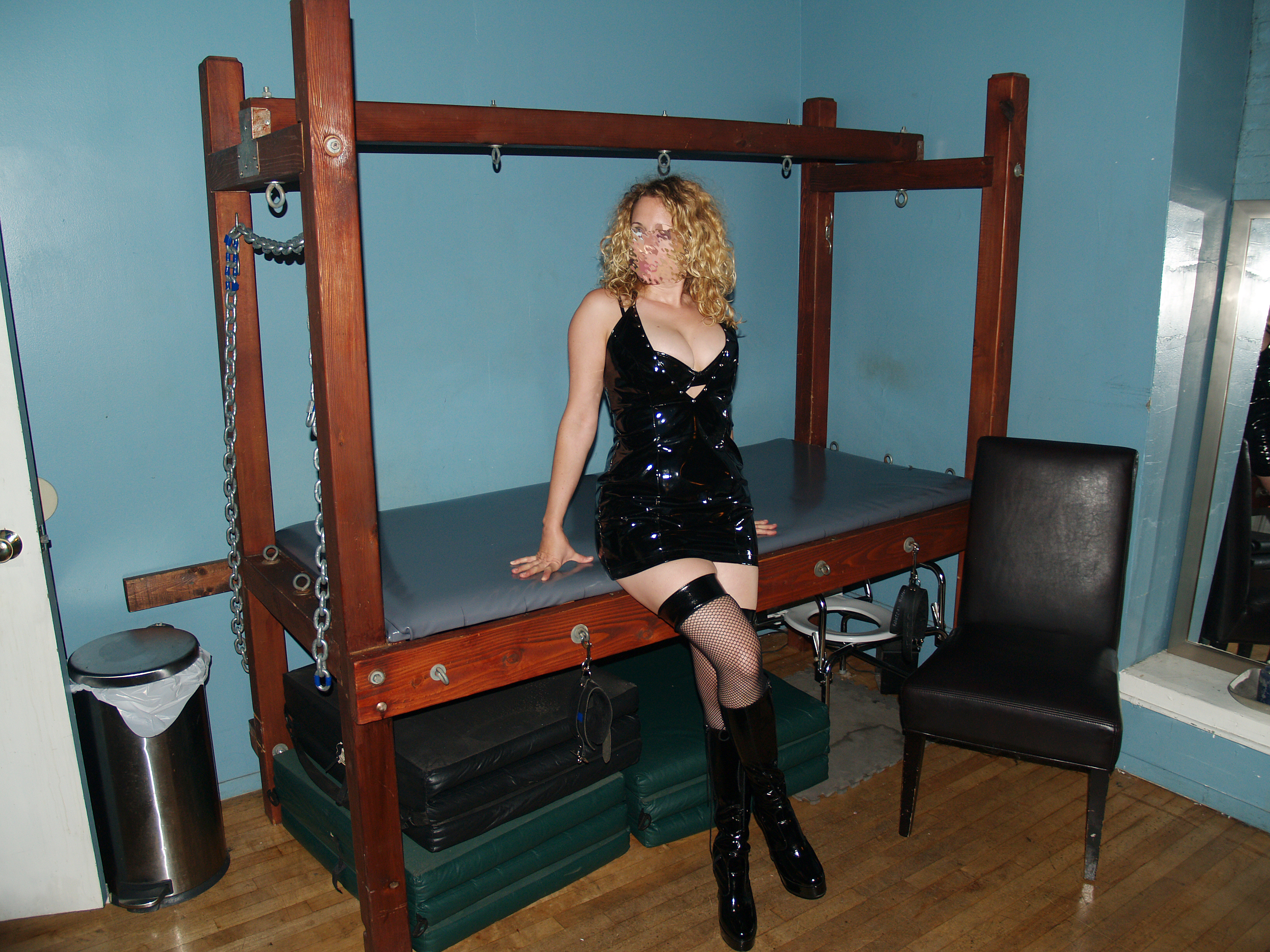
Domina auf einem Bondage-Bett

In der nichtkommerziellen BDSM-Subkultur ist der Begriff Domina zur Beschreibung einer dominanten Frau unüblich (vgl. Femdom). Eine Frau in entsprechender Rolle wird hier eher als Herrin, salopp auch als Domse oder Domme bezeichnet.

### Domina
Mitunter stellen kommerziell tätige Dominas ihrem Namen Titel wie Herrin, Madame, Mistress, Göttin oder Adelstitel wie Lady voran. Einige dieser Bezeichnungen beziehen sich auch direkt auf speziell angebotene Dienstleistungen wie KV-Mistress, Findom (abgeleitet von finanzielle Domination), Onlineherrin oder Gouvernante. In aller Regel sind Dominas selbstständige Sexarbeiterinnen; nicht alle haben einen persönlichen Bezug zur BDSM-Szene oder eine entsprechende sexuelle Präferenz.

### Sado/Dominus
Sado (abgeleitet vom Wort Sadismus) ist in der kommerziellen BDSM-Szene neben Meister oder Herr der einzige Begriff, der das männliche Gegenstück zu einer Domina bezeichnet. „Dominus“ ist eher ein von den Massenmedien geschaffener Begriff, wird aber auch in der englischsprachigen oder historisierenden erotischen Literatur als Bezeichnung für einen dominanten Mann verwendet. Die meisten Sados haben sich auf homosexuelle Freier spezialisiert.

### Sklavia
Submissive und/oder masochistische Frauen für Rollenspiele zu dritt oder für dominant-sadistische Männer sind im gleichen kommerziellen Umfeld tätig und werden als Sklavia/Sklavin oder Zofe bezeichnet. Häufig sind sie gemeinsam mit Dominas in SM-Studios tätig.

## Arbeitsbereiche

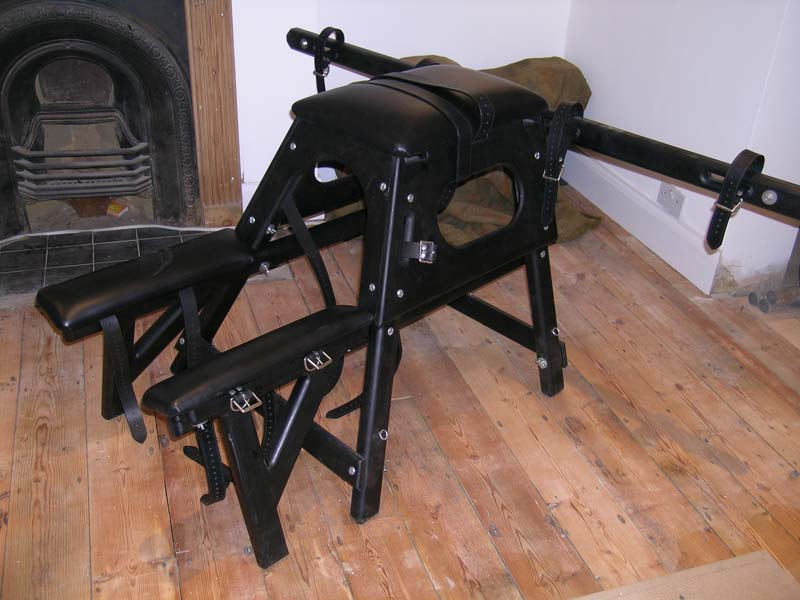
Gepolsterter Strafbock

Domina-Studios weisen in der Regel eine auf die Freier ausgerichtete Inneneinrichtung auf, in der diese ihre Fantasien umsetzen können, und sind entweder eigenständige Einrichtungen oder an Bordelle angeschlossen. Neben sogenannten Dungeons, kerkerartigen Räumlichkeiten mit Streckbänken, Käfigen, Flaschenzügen, Slings und Andreaskreuzen sind auch Räume für Kliniksex weit verbreitet. In diesen Räumlichkeiten finden unter anderem medizinisch orientierte Rollenspiele statt, in denen beispielsweise Dilatatoren, Kanülen, Gynäkologiestühle und Klistiere verwendet werden.
Zusätzlich zu diesen oft sehr aufwändig gestalteten Räumlichkeiten stehen überwiegend sadomasochistische Accessoires und Sexspielzeuge zur Verfügung. Neben Peitschen, Peniskäfigen, Gerten, Klammern und Dildos finden sich Kleidungsstücke für Rollenspiele wie Uniformen, Masken, Latex- sowie Lederkleidung und Utensilien zur Feminisierung. Daneben gibt es auch Dominas, die im klassischen Escort-Service arbeiten und ihre Freier zuhause oder in Hotelzimmern besuchen.
Mit Aufkommen des Internets haben sich andere Formen der kommerziellen Dominanz entwickelt, insbesondere die sogenannte Onlineerziehung, bei der zwischen Domina und Kunde chat- oder mailbasierte Rollenspiele vereinbart werden. Eine weitere überwiegend online stattfindende Variante ist die finanzielle Dominanz, bei der der Freier seine Befriedigung daraus zieht, dass er der Domina Geldmittel, Gutscheine oder Geschenke anweist, ohne dafür eine garantierte Gegenleistung zu bekommen. Diese Variante kann auch mit dem sogenannten Blackmailing (von Englisch to blackmail – erpressen) einhergehen, bei der der Freier der Domina Bilder oder entsprechende Informationen zur Verfügung stellt und sich damit erpressen lässt.

## Filme

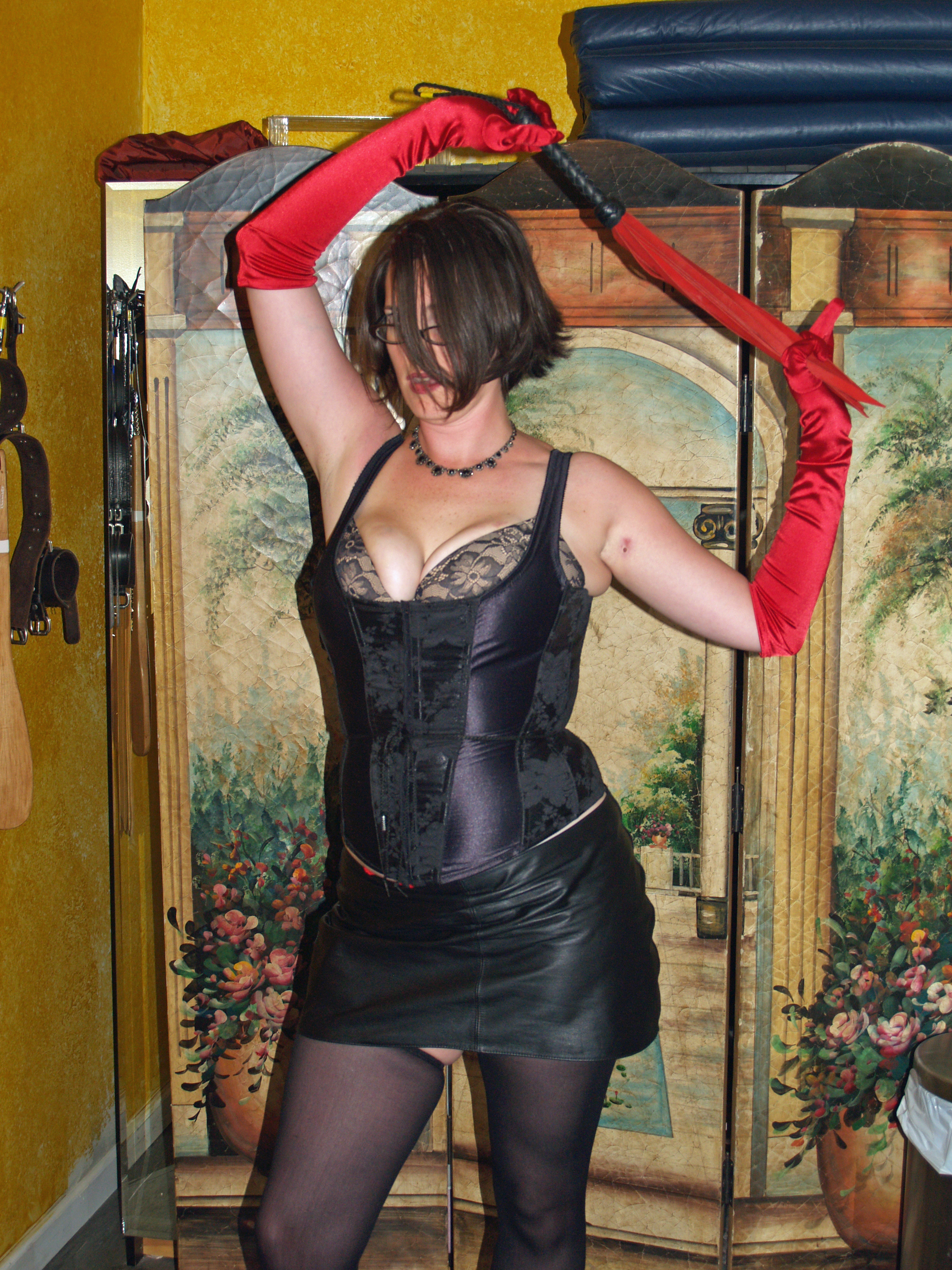
Domina schwingt die Peitsche

Neben zahlreichen pornografischen Produktionen entstanden in den letzten Jahrzehnten auch mehrere Spielfilme und Dokumentationen, die sich mit dem Thema auseinandersetzen.

### Spielfilme
- 2024: Dreißig Jahre an der Peitsche, ein Dokudrama von Rosa von Praunheim über das Leben der Berliner Domina Lady MacLaine.[10]
- 1997: Preaching to the Perverted. Ein britischer Liebesfilm des Regisseurs Stuart Urban aus dem Jahr 1997. Der Film schildert die sadomasochistische Beziehung einer US-amerikanischen Domina mit einem als Spitzel in die Londoner BDSM-Szene eingeschleusten jungen Computerfachmann. Der Film wird als Reaktion auf den Spanner Case angesehen.
- 1994: Undercover Cops.
- 1992: Tokio Dekadenz. Ein Drama von Ryū Murakami über die Geschichte eines Tokioter Callgirls.
- 1987: Personal Service. Der Film schildert die Erlebnisse einer äußerlich erzkonservativen Bordellbetreiberin beim Kampf um ihr auf sadomasochistische Freier der englischen High Society zugeschnittenes Bordell.
- 1985: Verführung: Die grausame Frau. Der Film schildert die sadomasochistischen Erlebnisse einer Gruppe unterschiedlicher Menschen im unmittelbaren Umfeld einer Domina und wurde durch Leopold von Sacher-Masochs Roman Venus im Pelz inspiriert.
- 1983: Die flambierte Frau. Der Film schildert die Entwicklung der Beziehung zwischen einer Domina und einem Callboy.
- 1976: Maîtresse. Ein französischer Liebesfilm von Barbet Schroeder über die Beziehung zwischen einem Einbrecher und einer Domina.

### Dokumentationen
- 2006: Beruf: Domina – das Geschäft mit Lust und Peitsche. (Dokumentation des Autors Markus Matzner über zwei Schweizer Dominas)
- 1996: Die Peitsche der Pandora
- 1985: Domina – Die Last der Lust. In Schwarzweiß und Farbe gedrehte deutsche Filmdokumentation des Regisseurs Klaus Tuschen. Der Film begleitet die Westberliner Domina „Lady de Winter“ durch ihren Alltag.

### Erotische Literatur
- Tomi Ungerer: Schutzengel der Hölle, Diogenes 1986, ISBN 3-257-02016-3
- Annick Foucault: Françoise maîtresse, Gallimard 1994, ISBN 2-07-073834-5
- Shawna Kenney: I Was a Teenage Dominatrix: A Memoir, Last Gasp 2002, ISBN 0-86719-530-4
- Mirko J. Simoni: HERA Rechtsanwältin am Tage – Domina in der Nacht, 11 Tage aus ihrem Leben – Eine authentische Erzählung, Schwarzkopf & Schwarzkopf 2006, ISBN 3-89602-745-X
- Alexander Sixtus von Reden / Josef Schweikhardt: Lust und Leidenschaft um 1900, Tosa-Verlag, Wien 2000, (S. 109–111), ISBN 3-85492-203-5 (über Ruth von der Weide als angeblich erste Domina der Moderne)